# Eremopedes pintiati
Eremopedes pintiati är en insektsart som beskrevs av Rentz, D.C.F. 1972. Eremopedes pintiati ingår i släktet Eremopedes och familjen vårtbitare. Inga underarter finns listade i Catalogue of Life.